# 維面
在幾何學中，維面（Facet）又稱為超面（hyperface）是指幾何形狀的組成元素中，比該幾何形狀所在維度少一個維度的元素。也是任何多胞形的邊界。而若在維面前加一個整數則代表幾何形狀的組成元素中，維度為該數的元素，例如在立方體中2維面（2-Face）是指立方體的正方形面。一般來說，維面（Facet）不應與面（Face）混淆。一般的多胞形皆是以維面的數量命名，例如六邊形的維面是邊，其共有六條邊因此稱六邊形、八面體的維面是面，其共有八個面因此稱八面體。

## 維面
在幾何學中，維面是多面體、多胞形或相關幾何結構的特徵之一，其通常可以用來描述該幾何結構的主要屬性。

### 多面體的維面
在三維幾何中，多面體的維面是指所有頂點都是多面體頂點的多邊形面。在部分幾何結構中有可能存在不是維面的面。而維面重組，或稱刻面是指找到新的維面形成新的多面體的過程，這個過程有時可以稱作星形化，並可以套用到更高維度的幾何結構。

### 多胞形的維面
在多面體組合學和一般的多胞形理論中，n維多胞形中的n − 1維元素稱為維面。維面也稱為(n − 1)維面、(n − 1)面或(n − 1)-面。而在在三維幾何學通常稱為面而不是維面。

### 单纯复形的維面
在单纯复形中，单纯复形的維面是一個单纯复形中最大的单纯形，且這個单纯形不是面也不是其他单纯复形的单纯形。對於单纯多胞形的邊界複合體，此定義與多面體組合學一致。

## 多維面
在幾何學中，維面一詞前面若加一個整數，則代表一幾何結構中維度為該整數的元素，此概念不應與維面混淆。例如k維面代表幾何結構中維度為k的元素，又稱k面、k-面或k維元素而在更高維度中，有時會稱為k維胞，這一用法並未限定元素的所屬維度。例如立方體的多維面包括了空多胞形（負一維面）、頂點（零維面）、邊（一維面）、正方形（二維面，一般稱面）和其本身（三維面，一般稱體）。正式地，對於一個多胞形P，多維面的定義是與一個「不與P內部相交的封閉半空間」的相交幾何結構（如交點、交線或交面等）。多胞形中的多維面集合中同時也包含了多胞形本身和空多胞形。

### 負一維面

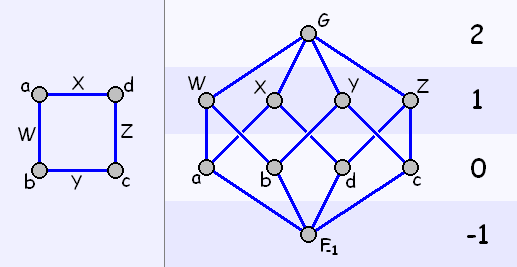
正方形中的負一維面、零維面、一維面和二維面。

在抽象幾何學中，負一維面是多胞形中的元素集合中，不存在任何元素的子集，對應到集合論中即為空集且所有多胞形都含有空多胞形。這種面通常稱為多胞形的極小面（least face）、核維面或零化度。

### 零維面
零維面為幾何結構中的零維元素，即頂點，通常由幾何結構的元素相交於點上形成。

### 一維面
一維面為幾何結構中的一維元素，即邊或稜，通常由二個或多個幾何結構的元素交於一線而形成。

### 二維面
二維面為幾何結構中的二維元素，通常會省略前面的維度直接稱面。

### 三維或更高維度的面
三維或更高維度的面通常稱為胞，更高維度的胞通常會以其維度稱呼，例如四維胞、五維胞等。

### n維面
若一個多胞形其維度就是n維，則n維面為該多胞形本身，通常稱為體，而在抽象幾何學中，也稱為極大面（Greatest Face），並且與極小面合稱非法面（Improper Face）。

### (n-1)維面
若一個多胞形其維度就是n維，則其(n-1)維的元素稱為維面（Facet）。

### (n-2)維面
若一個多胞形其維度就是n維，則其(n-2)維的元素稱為維脊（Ridge）。

### (n-3)維面
若一個多胞形其維度就是n維，則其(n-3)維的元素稱為維峰（Peak）。

## 外部連結
- 埃里克·韦斯坦因. . MathWorld.
- 埃里克·韦斯坦因. . MathWorld.